# Jean de Duin
Jean de Duin (parfois Duing), ayant vécu entre la fin du XIIIe siècle et le début du XIVe siècle, est un prélat, prieur d'Étoy, puis prévôt (prieur) du Grand-Saint-Bernard.

## Biographie

### Origines
Jean de Duin (parfois Duing ou de Duyn,,) est mentionné pour la première fois en 1301. Ses origines ne sont pas précisément connues, toutefois il est considéré comme issu d'une famille « noble, probablement de Duingt près d'Annecy »,,, possiblement membre de la famille de Duin, mais sans filiation connue.

### Carrière ecclésiastique
Selon la Helvetia Sacra (H.S.), un chanoine augustin du Grand-Saint-Bernard de 1282 à 1289. Les auteurs contemporains considèrent bien Jean comme chanoine de Mont-Joux,.
Le 20 décembre 1301, alors qu'il est témoin d'un traité de paix entre le comte de Savoie, Amédée V, et l'évêque de Sion, Boniface de Challant (H.S.), il est mentionné comme prieur d'Étoy (canton de Vaud),. Il utilise son sceau en 1302 : Johannes Humilis prior religiose domus de Estue
En 1302, il « élu prévôt par compromis » (H.S.),,. Une confirmation est demandée à l’évêque le 14 août 1302.
L'année suivante, il met fin au conflit opposant le prieuré d'Étoy, qui relève du Grand-Saint-Bernard, et la seigneurie d'Aubonne, où il est implanté, à propos de l'exercice de la justice sur les terres priorales.
Il intervient dans un différend opposant l'évêque de Lausanne et les bourgeois de la ville, en janvier 1305, avec son frère, Guillaume.
Le pape Clément V le nomme pour trois ans, en janvier 1306, visiteur apostolique dans le diocèse de Genève,. Le pape lui demande d'intervenir, par une Bulle pontificale du 13 janvier 1306, dans le conflit opposant l'évêque de Genève, Aymon de Quart, et le comte de Savoie, Amédée V,, à propos du château de Genève.
Il est l'un des quatre arbitres lors du compromis passé entre les deux princes, à Lyon. On le retrouve comme arbitre lors de la signature d'un compromis entre l'évêque de Genève et d'environ deux cents bourgeois de la cité de Genève, en février 1309,,.
Un sceau de 1313 est conservé : Johannes prior domus pauperum Montis Jovis.
En mai 1314, il assiste comme témoin la mise en place de la charte de franchises accordée par le comte de Savoie, Amédée V aux bourgeois et habitants d'Aigle.
Vers 1316, il obtient la conclusion d'une paix entre l'évêque de Lausanne et Louis II de Savoie, baron de Vaud,.

## Fin de vie
La date de sa mort n'est pas connue. La fin de son activité comme prévôt est placée entre 1316/1317,,.
Le 31 mai 1320, il est qualifié d’olim prepositus.